# Paepalanthus longicaulis
Paepalanthus longicaulis är en gräsväxtart som beskrevs av Silveira. Paepalanthus longicaulis ingår i släktet Paepalanthus och familjen Eriocaulaceae. Inga underarter finns listade i Catalogue of Life.